# Sébastien Lombard
Sébastien Lombard, né le 20 août 1981 à Nice, est un footballeur français qui évoluait au poste de gardien de but. Il est actuellement entraîneur adjoint au FC Borgo en National 2.

## Carrière
Lombard apparaît pour la première fois chez les professionnels, lors de la saison 2000-2001 avec le FC Martigues, disputant un match. Lors de cette saison, il est deuxième gardien derrière Stanislas Karwat. Après deux saisons, il joue avec le FB Île-Rousse, évoluant en CFA pour une année.
Il intègre le Gazélec Ajaccio où il devient titulaire en 2003. Il reste dans cette équipe pendant près de cinq ans avant de faire une année au Sporting Toulon Var où perturber par un problème de blessure il doit se contenter d'un poste de doublure de Fabien Debec. Il retourne ensuite en Corse, s'engageant avec le Cercle athlétique bastiais, devenant le gardien numéro un. Lombard ne quitte plus cette place, faisant partie de l'équipe lors du titre en CFA, en 2011-2012, et lors de la montée en Ligue 2. Cependant, la saison de Bastia à l’échelon professionnel est très difficile, le club finissant bon dernier. Après 207 matchs (il est à ce jour le joueur le plus capé de l'histoire du club Cercle athlétique bastiais) en six saisons avec le club dont 2 années en tant que capitaine, il rejoint l'AS Furiani-Agliani en Division d'Honneur et rejoint ainsi son coéquipier, Romain Pastorelli, lui aussi parti à Agliani. Ils finissent champion dès leur première saison et montent en CFA 2. Il est rejoint par d'autres anciens joueurs du Cercle athlétique bastiais Michel Moretti et Anthony Salis. Ils réussissent à finir second et montent en Nationale 2 (ex CFA 1) lors de la saison 2016-2017.La saison 2017-2018 représente une première pour l'AS Furiani-Agliani qui n'avait jamais évoluer au 4e niveau national. Il signe en juillet 2019 au Sporting Club de Bastia pour une durée de 2 ans dans le rôle de doublure d'Anthony Martin puis de Thomas Vincensini.

## Palmarès
- Champion de France amateur en 2012 avec le CA Bastia
- Champion de France amateur en 2020 avec le SC Bastia
- Vainqueur championnat national en 2021 avec le SC Bastia